# Casa del Balilla (Forlì)

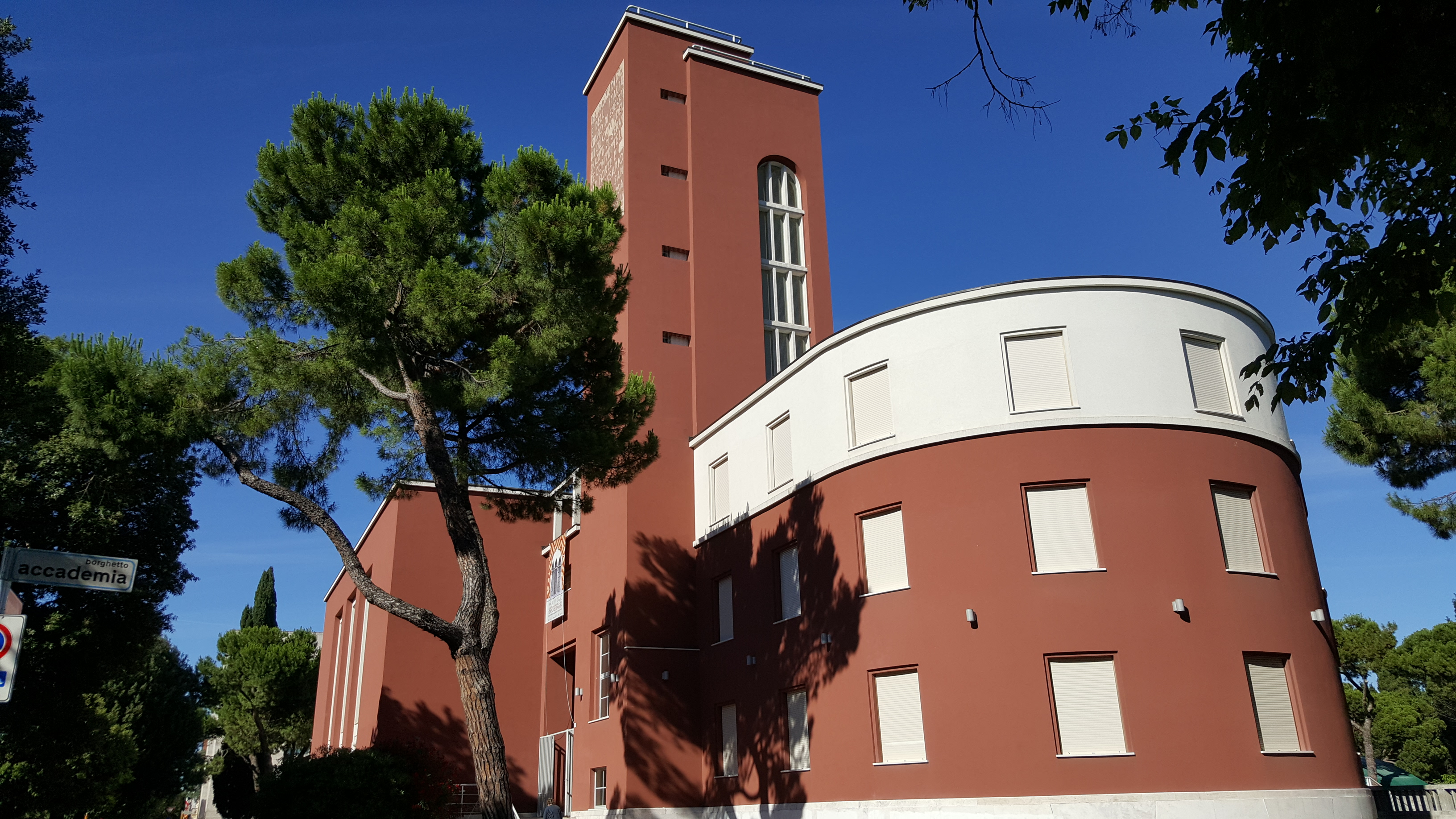
Casa del Balilla in Forlì

Das ehemalige Casa del Balilla „Arnaldo Mussolini“, ehemals auch Palazzo Gioventù Italiana del Littorio (GIL), ist ein Mehrzweckgebäude in Forlì in der italienischen Region Emilia-Romagna. Es liegt in der damaligen Viale Benito Mussolini 4 (heute Viale della Libertà 4). Vom Opera Nazionale Balilla war es als Sport- und Kultureinrichtung zur ideologischen Erziehung der Jugend gedacht.

## Beschreibung

Schematischer Grundriss des Komplexes mit Bezeichnungen der einzelnen Bereiche im ursprünglichen Projekt

Das Gebäude, das vom Architekten Cesare Valle entworfen wurde, entstand in den Jahren 1933–1935 auf einem großen Gelände der Stadt, das für Schulen und Sportplätze gedacht war. Es bestand aus drei Hauptblöcken: Dem Kinotheater, dem Gymnastikraum und dem Schwimmbad. Letzteres wurde nach dem Zweiten Weltkrieg teilweise abgerissen und ebenfalls in einen Gymnastikraum verwandelt.
Der Gymnastikraum und das ehemalige Schwimmbad sind symmetrisch auf den beiden Seiten eines quadratischen Innenhofes angeordnet, der über eine Vorhalle mit einem 20.000 m² großen Sportplatz hinter dem Gebäude verbunden ist. Der für die Kultur reservierte Teil, in dem ein Kinotheater mit 800 Plätzen, ein Versammlungssaal und die Bibliothek mit angeschlossenem Lesesaal untergebracht sind, wird von einem 30 Meter hohen Turm überragt, in dessen Inneres ursprünglich eine Votivkapelle für Arnaldo Mussolini ausfüllte und an seiner Spitze den Text des Eides der Gioventù Italiana del Littorio eingraviert hatte:

„Nel nome di Dio e dell’Italia giuro di eseguire gli ordini del Duce e di servire con tutte le mie forze e se è necessario col mio sangue la causa della rivoluzione fascista.“
(dt.: „Im Namen Gottes und Italiens schwöre ich, die Anweisungen des Duce auszuführen und mit all meiner Kraft und, wenn nötig, mit meinem Blut der revolutionären, faschistischen Sache zu dienen.“)

In dem Mehrzweckgebäude sind weiterhin Sporteinrichtungen und ein Kino untergebracht und es war auch ein Sitz der Universität Bologna, obwohl es im Laufe der Jahre langsam verfiel. 2010 leitete die Stadt Forlì einen vollständigen Umbau ein, wobei aber das originale Aussehen erhalten bleiben sollte. Nach einem internationalen Wettbewerb erhielt das Studio Valle Progettazioni in Rom, das 1957 von den Söhnen des ursprünglichen Architekten des Gebäudes gegründet worden war, den Zuschlag für die Restaurierung und konservative Sanierung des Casa del Balilla.

### Die „Nichtrestaurierung“ des Eides an der Casa del Balilla

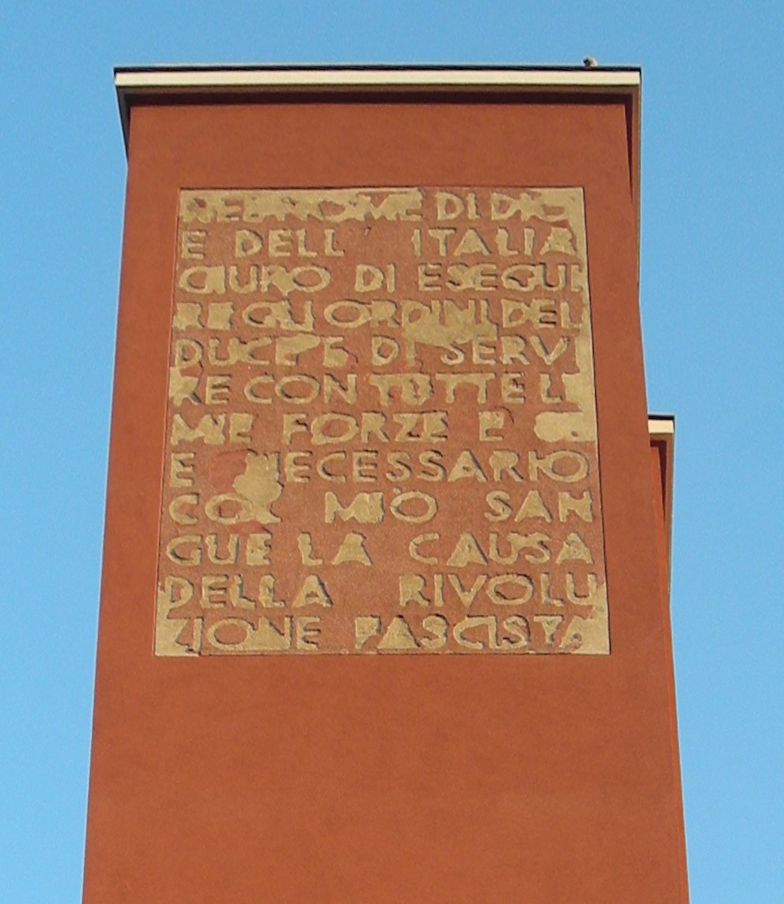
Eid an der Casa del Balilla in Forlì

Der Turm über dem Gebäude zeigt noch Spuren der faschistischen Eidesformel, die als historisches Zeugnis auch nach der Restaurierung 2010 erhalten wurden. Ursprünglich hatte man vor, den Turm gänzlich neu zu streichen und auszulöschen, was von der Eidesformel erhalten geblieben war, aber später wurde entschieden, dass der Abdruck des Eides als historisches Zeugnis erhalten bleiben sollte, aber die Marmorbuchstaben, die nach dem Fall des Faschismus zerstört worden waren, nicht wiederhergestellt werden sollten, weil auch diese Zerstörung ein historisches Zeugnis sei, das erhalten werden müsse.

## Unterschiedliche Ansichten
Der Architekt Marcello Piacentini definiert das Gebäude als „perfektes und unerreichtes Beispiel eines Sitzes des Opera Nazionale Balilla“, während sein Berufskollege Giuseppe Pagano es als „wichtigstes Werk des italienischen Rationalismus“ klassifiziert.
Angelegentlich der konservativen Restaurierung wiederholte die Stadt durch ihren Kulturassessor, dass der Komplex „Ex G.I.L.“ das Gebäude sei, das vielleicht mehr als jedes andere die Architektur dieser Zeit symbolisiert.

## ATRIUM
Die Associazione della Rotta Culturale Europea Atrium (ATRIUM), die am 15. Juni 2013 gegründet wurde, hast ihren Sitz in der Nähe des ehemaligen Casa del Balilla. ATRIUM hat das Ziel, das architektonische und immaterielle Erbe der Regime des 20. Jahrhunderts zu untersuchen und zu verwalten. An dem Projekt, das die italienische Stadt Forlì anführt, sind 18 verschiedene Körperschaften und Institutionen (Universität, Ministerien, Nicht-Regierungsorganisationen, örtliche Verwaltungen) und 11 europäische Länder (Italien, Slowenien, Bulgarien, Ungarn, Slowakei, Rumänien, Kroatien, Albanien, Bosnien-Herzegowina, Serbien und Griechenland) beteiligt.